# Багратионовская (станция метро)
«Багратио́новская» — станция Филёвской линии Московского метрополитена. Расположена на линии между станциями «Фили» и «Филёвский парк». Открыта 13 октября 1961 года в составе участка «Фили» — «Пионерская».
Расположена под улицей Барклая.
Рядом со станцией расположено электродепо «Фили».

## История и происхождение названия
Станция была открыта 13 октября 1961 года в составе участка «Фили» — «Пионерская», после ввода в эксплуатацию которого в Московском метрополитене стало 59 станций. В проекте станция носила название «Орджоникидзе», при открытии получила название в честь князя, полководца и героя Отечественной войны 1812 года Петра Ивановича Багратиона.

### Реконструкция
В начале октября 2016 года СМИ сообщали о закрытии станций на 4 месяца для реконструкции вместе с «Кутузовской» и «Пионерской». Позже в метро опровергли эту информацию, однако станция всё-таки частично закрывалась на ремонт вместе со станцией «Фили» с 1 июля по 1 ноября 2017 года по направлению к станции метро «Киевская». В это время поезда проезжали станции метро «Багратионовская» и «Фили» без остановки. Поезда, следующие в электродепо «Фили», в течение 4-х месяцев следовали до метро «Филёвский парк», а с 10 июля по 1 ноября 2017 был закрыт на реконструкцию и западный вестибюль.
В восточном, ныне реконструированном вестибюле вплоть до 25 июля 2018 года сохранялись последние в московском метро турникеты старого образца АКП-73, где створки были распахнуты и закрывались при попытке несанкционированного прохода. Во время реконструкции вестибюля турникеты были демонтированы.

## Вестибюли и пересадки
На станции два наземных остеклённых вестибюля, выходы к которым расположены ближе к краям платформы. Из станции можно выйти на обе стороны улицы Барклая. В непосредственной близости от станции находятся улицы Сеславинская и Олеко Дундича, а также Багратионовский проезд. Рядом со станцией находятся знаменитые торговые комплексы «Горбушка» и «Горбушкин Двор».
- Станция после реконструкции
- Восточный вестибюль
- Турникеты в верхней части вестибюля
- Спуск к платформе
- Путевая стена
- Пути в сторону станции «Фили»
- Метропоезд «Москва» на станции

- Станция до реконструкции
- Восточный вестибюль
- Турникеты на выход
- Платформа станции до реконструкции
- Путевая стена
- Пути в сторону станции «Фили»
- Потолочные светильники

## Станция в цифрах
Пассажиропоток по станции 34 800 чел./сутки (исследование 2019 года). Пикет ПК86+67.
- Таблица времени прохождения первого поезда через станцию[3]:

| По чётным числам                   | Будние дни | Выходные дни |
| По нечётным числам                 | Будние дни | Выходные дни |
| В сторону станции «Фили»           | 06:00:00   | 06:01:00     |
| В сторону станции «Фили»           | 06:00:00   | 06:01:00     |
| В сторону станции «Филёвский парк» | 05:43:00   | 05:43:00     |
| В сторону станции «Филёвский парк» | 05:43:00   | 05:43:00     |

## Техническая характеристика
Конструкция станции — наземная с островной платформой. Сооружена по типовому проекту из сборного железобетона. Архитектор: Р. И. Погребной.

## Оформление
Колонны, которые поддерживают навес над платформой и эстакаду улицы Барклая, облицованы серым мрамором с металлическими вставками. Путевые стены есть только в середине платформы. Светильники скрыты в ребристом перекрытии. Покрытие платформы — асфальт на котором размещены указатели выходов из вагонов.
При отделке станции использован натуральный гранит, камень и керамогранит.

## Путевое развитие
С западной стороны находится однопутный тупик. С восточной стороны находится съезд и пути в электродепо «Фили».

## Наземный общественный транспорт
На этой станции можно пересесть на следующие маршруты городского пассажирского транспорта:
- Автобусы: м7, 135, с369

## Галерея
- Вид станции
- Посадочная платформа
- Путевая стена
- Навесы над путями